# Stefan Folaron
Stefan Folaron (ur. 4 września 1929 w Ostrówku, powiat Wyrzysk, zm. 3 lutego 2003 w Częstochowie), filozof polski, profesor i prorektor Wyższej Szkoły Pedagogicznej w Częstochowie.

## Życiorys
Był synem Maksymiliana (pracownika kolei) i Marty z Delików. Jako nastolatek przebywał w latach 1940–1945 w Niemczech, m.in. na robotach przymusowych. Po wojnie powrócił do Polski (1945) i podjął naukę w gimnazjum w Bydgoszczy, uzyskując w 1948 tzw. małą maturę. Po nauce w Niższym Seminarium Duchownym w Gorzowie Wielkopolskim studiował w Wyższym Seminarium Duchownym tamże (1950–1953), uzyskując dyplom z filozofii scholastycznej. W tym czasie zdał także eksternistycznie państwową maturę. W 1953 zrezygnował z nauki w seminarium i podjął studia filologiczne na Uniwersytecie Wrocławskim, ale po roku przerwał je z przyczyn materialnych. Ukończył natomiast Liceum Bibliotekarstwa w Katowicach (w trybie zaocznym). Pracował jako nauczyciel w Państwowym Technikum Rolniczym w Bożkowie (powiat Nowa Ruda).
W latach 1958–1963 studiował zaocznie filologię polską na Uniwersytecie Wrocławskim. Po ukończeniu studiów był dyrektorem Zasadniczej Szkoły Poligraficznej w Nowej Rudzie (później zespołu szkół średnich w Nowej Rudzie). Pod kierunkiem Andrzeja Nowickiego przygotował rozprawę doktorską o filozofii włoskiego Renesansu (szczególnie o filozofii Andrei Cesalpino), którą obronił w 1972, uzyskując stopień doktora nauk humanistycznych. W latach 1973–1975 kierował wydziałem oświaty, wychowania i kultury Urzędu Powiatowego w Nowej Rudzie, następnie był pedagogiem w kuratorium w Wałbrzychu.
Od 1976 pracował w Wyższej Szkole Pedagogicznej w Częstochowie. Wykładał historię filozofii, filozofię, socjologię wychowania. Otrzymał kolejno stanowiska docenta i profesora nadzwyczajnego, habilitował się w 1990 na Uniwersytecie w Dreźnie (na podstawie rozprawy poświęconej niemieckiej filozofii renesansowej). W Wyższej Szkole Pedagogicznej pełnił m.in. funkcje kierownika Zakładu Filozofii, prodziekana i dziekana Wydziału Humanistycznego, prodziekana Wydziału Filologiczno-Historycznego, prorektora ds. nauczania i wychowania. Był współtwórcą Instytutu Filologii Obcych WSP, dyrektorem tego Instytutu oraz kierownikiem Zakładu Badań Interkulturowych w Instytucie. Zainicjował działalność Podyplomowego Studium Religioznawczego i Studenckiego Koła Filozoficzno-Religioznawczego. Działał na rzecz współpracy międzynarodowej uczelni częstochowskiej. Ogłosił ponad 100 publikacji naukowych.
Otrzymał m.in. doktorat honoris causa Uniwersytetu w Koblencji-Landau. Został odznaczony Krzyżem Kawalerskim Orderu Odrodzenia Polski, Złotym Krzyżem Zasługi, Medalem Komisji Edukacji Narodowej. W 2006 jego imię nadano bibliotece Instytutu Filologii Obcych, już po przekształceniu uczelni w Akademię im. Jana Długosza.
Był żonaty (żona Genowefa Krawczykowska), miał dwóch synów (Artura i Romualda).